# Jay Vincent (basket-ball)
Ne doit pas être confondu avec Vincent Jay.
Pour les articles homonymes, voir Vincent et Jay Vincent.
Jay Fletcher Vincent, né le 10 juin 1959 à Kalamazoo au Michigan, est un ancien joueur américain de basket-ball.

## Biographie
Ailier issu de l'université d'État du Michigan sous les ordres de l'entraîneur Jud Heathcote, où il fut coéquipier de Magic Johnson et Greg Kelser, remportant le titre NCAA 1979. Vincent fut meilleure marqueur de la "Big Ten Conference" lors de ses années junior et senior. Il fut ensuite sélectionné par les Dallas Mavericks au deuxième tour de la draft 1981 (24e rang), ayant une carrière de neuf années en NBA, jouant pour les Mavericks (1981-86), les Washington Bullets (1986-87), les Denver Nuggets (1987-89), les San Antonio Spurs (1989), les Philadelphia 76ers (1989-1990) et les Los Angeles Lakers (1990).  Il prit sa retraite en 1990 avec un total de 8729 points, 3167 rebonds et 1124 passes décisives. Il fut nommé dans la "NBA All-Rookie Team" en 1982.
Il joua ensuite en Italie pour Philips Milano (1990-1991), Baker Livorno (1991-1992), Robe di Kappa Torino (1992-1993) et Goccia di Carnia Udine (Serie A2, 1993).[réf. nécessaire]
L’ancien joueur de Michigan State et des Dallas Mavericks, Jay Vincent, a été condamné à 5 ans de prison et à rembourser 110 000 dollars dans une affaire d’escroquerie.
Avec un associé, l’ailier avait ainsi promis à 20 000 personnes de les aider à devenir des inspecteurs immobiliers certifiés, un métier très en vogue avec la crise financière et les saisies de maison qui ont suivi. Au total, il avait récolté près d’un million de dollars. Le problème, c’est qu’aucun inspecteur immobilier n’a été formé, ni engagé par les banques.
Les personnes escroquées se sont donc logiquement retournées vers Jay Vincent qui a écopé de 5 ans et demi de prison pour fraude au paiement et de 3 ans pour fraude aux impôts. Ayant plaidé coupable, les deux peines seront purgées simultanément.